# Chronologie de la France
Pour un article rédigé, voir Histoire de France.
Cette chronologie de la France a pour objet de proposer une chronologie synthétique et visuelle de l'histoire de France et l'histoire de ses gouvernements et d'y associer en entrées les principaux articles permettant une approche synthétique des périodes et évènements marquant son histoire, ainsi que celle de sa formation territoriale.

## Préhistoire
La préhistoire est le moment de l'histoire où l'espèce humaine est apparue. L'humain apprend à faire du feu et à fabriquer des outils pour différentes utilisations. La fin de la préhistoire est caractérisée par l'arrivée de l'écriture.

## Protohistoire
Autres articles associés
- Celtes
- Celtes historiques
- Gaule
- Gaulois

## Gaule romaine
| Autres articles associés - Gaule romaine - Gallo-romains - Guerre des Gaules - Empire des Gaules - Champs Catalauniques - Royaumes barbares | Autres personnalités - Vercingétorix - Jules César - Syagrius - Attila |

## Mérovingiens
Pour des articles plus généraux, voir Mérovingiens et Généalogie des Mérovingiens.
| Autres articles associés - Antiquité tardive - Francs - Royaumes francs - Neustrie - Austrasie - Burgondie - Maire du palais | Autres personnalités - Brunehilde - Frédégonde - Pépin de Herstal - Éloi de Noyon |

## Carolingiens
Pour des articles plus généraux, voir Carolingiens et Généalogie des Carolingiens.
| Autres articles associés - Chronologie de la France au Moyen Âge - Renaissance carolingienne - Serment de Strasbourg - Partage de Verdun - Invasions normandes - Empire carolingien - Féodalité - Lotharingie | Autres personnalités - Hugues le Grand - Lothaire Ier - Louis II de Germanie - Rollon |

## Capétiens
Pour des articles plus généraux, voir Capétiens, Ancien Régime et Royaume de France.
Grands vassaux
- Duché de Normandie
- Duché de Bourgogne
- Comté de Flandre
- Duché d'Aquitaine
- Duché de Bretagne
- Comté de Toulouse

### Capétiens directs
Pour un article plus général, voir Capétiens directs.
| Autres articles associés - Chevalerie - An mille - Catharisme - Croisade des Albigeois - Papauté d'Avignon - Procès de l'ordre du Temple | Autres personnalités - Guillaume le Conquérant - Aliénor d'Aquitaine - Henri Plantagenêt - Richard Cœur de Lion |

### Valois
Pour des articles plus généraux, voir Maison capétienne de Valois et Généalogie des Valois.
| Autres articles associés - Succession de Charles IV - Guerre de Succession de Bretagne - Guerre civile entre Armagnacs et Bourguignons - Renaissance - Chronologie de la France sous la Renaissance - Réforme protestante - Trois-Évêchés | Autres personnalités - Jeanne d'Arc - Charles de Navarre - Du Guesclin - Étienne Marcel - Henri V - Philippe le Hardi - Jean sans Peur - Philippe le Bon - Charles le Téméraire - Anne de Bretagne - Bayard - Catherine de Médicis - Lesdiguières |

### Bourbons
Pour des articles plus généraux, voir Histoire de France au XVIIe siècle et Histoire de France au XVIIIe siècle.
| Autres articles associés - Édit de Nantes - Premier espace colonial français - Nouvelle-France - Gallicanisme - Chronologie de la France sous Henri IV et Louis XIII - Château de Versailles - Chronologie de la France sous Louis XIV - Guerres de Louis XIV - Guerre des Camisards - Succession d'Espagne - Chronologie de la France sous Louis XV - Chronologie de la France sous Louis XVI - Jansénisme | Autres personnalités - Sully - Richelieu - Mazarin - Condé - Turenne - Colbert - Vauban - Philippe d'Orléans - Fleury - Choiseul - Turgot - Necker |

## Période contemporaine

### XIXesiècle
* (Le directoire débute le 26 octobre 1795) 
| Autres articles associés - États généraux de 1789 - Révolution française - Création des bataillons de volontaires nationaux en 1791 - Chronologie de la Révolution française (1789-1804) - Convention nationale - Comité de salut public - Tribunal révolutionnaire - Réorganisation des corps d'infanterie français en 1793 - Réorganisation des corps d'infanterie français en 1796 - Premier Empire - Réorganisation des corps d'infanterie français en 1803 - Chronologie de la France sous Napoléon - Guerres napoléoniennes - Réorganisation des corps d'infanterie français en 1814 - Cent-Jours - Réorganisation des corps d'infanterie français en 1815 par Napoléon - Création des légions départementales - Chronologie de la politique internationale française de 1814 à 1914 - Restauration - Réorganisation des corps d'infanterie français en 1820 - Chronologie de la France sous la Restauration - Trois Glorieuses - Monarchie de Juillet - Chronologie de la France sous la monarchie de Juillet - Politique extérieure de la France sous la monarchie de Juillet - Conquête de l'Algérie - Révolution française de 1848 - Chronologie de la France sous la Deuxième République - Second Empire - Chronologie de la France sous le Second Empire - Réorganisation des régiments d'infanterie légère en 1854. - Guerre franco-allemande de 1870 - Siège de Paris de 1870 - Chronologie du siège de Paris de 1870 - Commune de Paris de 1871 - Chronologie de la Commune de Paris de 1871 | Autres personnalités - Mirabeau - Robespierre - Danton - Marat - La Fayette - Talleyrand - Fouché - Guizot - Quinet - Michelet - Thiers - Hugo - Baudin - Lamartine |

### IIIeRépublique
Pour des articles plus généraux, voir Troisième République et Histoire de France sous la Troisième République.
La IIIe République est caractérisée par les trois grandes guerres qui marqueront la France à jamais. Le siège de Paris de 1870 à 1871, exercé par les troupes allemandes. La Première Guerre mondiale de 1914 à 1918, opposant les pays de la Triple Alliance (Allemagne, Autriche-Hongrie, Empire Ottoman et la Bulgarie à partir de 1915) au pays de la Triple Entente (France, Angleterre, puis Italie et USA à partir de 1917). Et pour finir la Seconde Guerre mondiale de 1939 à 1945.
| Autres articles associés - Chronologie de la France sous la Troisième République (1870-1914) - Guerre franco-allemande - Siège de Paris - Chronologie du siège de Paris - Commune de Paris - Chronologie de la Commune de Paris - Crise du 16 mai 1877 - Boulangisme - Loi de séparation des Églises et de l'État - Second espace colonial français - Scandale de Panamá - Affaire Dreyfus - Chronologie de la France pendant la Première Guerre mondiale - Chronologie de la France sous la Troisième République (1918-1940) - Front populaire - Histoire de la gauche française - Chronologie de la France pendant la Seconde Guerre mondiale - Bataille de France - Régime de Vichy | Autres personnalités - Ferry - Gambetta - Clemenceau - Jaurès - Foch - Joffre - Briand - Blum - Pétain - Laval |

### Époque récente
Pour des articles plus généraux, voir Quatrième République (France) et Cinquième République (France).
| Autres articles associés - Gouvernement provisoire de la République française - Chronologie de la France sous la IVe République - Chronologie de la France sous la Cinquième République - Communauté économique européenne - Crise du canal de Suez - Crise de mai 1958 - Gaullisme - Vie politique en France depuis 1958 - Mai 1968 - Décolonisation - Mouvement des Gilets jaunes - Pandémie de Covid-19 en France | Autres personnalités - Mendès France - Schuman - Bidault - Mollet - Debré - Messmer - Rocard |